# Справа сестер Хачатурян
Справа сестер Хачатурян — судовий процес у Росії над Крестіною, Ангеліною та Марією Хачатурян, звинувачених у вбивстві їхнього батька Михайла Хачатуряна. На момент вчинення злочину (27 липня 2018) їм було 19, 18 і 17 років відповідно. 28 липня 2018 року їх було затримано за підозрою у вбивстві, 14 червня 2019 року слідство РФ висунуло їм звинувачення в остаточній редакції — убивство, скоєне групою осіб за попередньою змовою або організованою групою (пункт Ж частини 2 статті 105 КК РФ), що передбачає 8-20 років позбавлення волі.
Захист стверджує, що дівчата опинилися у безвихідному становищі через тривале домашнє насильство й зґвалтувань їх батьком. Справа викликала широкий суспільний резонанс. У Москві, Санкт-Петербурзі та інших містах Росії проходили пікети з протилежними мотиваціями — одні вимагали посадити сестер у тюрму, інші виступали за пом'якшення вироку сестрам та зміну законодавства у питаннях домашнього насильства.

## Історія

### Арешт сестер
Увечері 27 липня 2018 року в під'їзді дому № 56 на Алтуф'євському шосе Москви знайдено тіло 57-літнього Михайла Хачатуряна, який там проживав, з множинними колото-різаними пораненнями у області шиї і грудей (за різними даними, їхнє число становило від 36 до 45). Поліція вилучила з квартири ніж, «скриньку з таблетками», молоток, арбалет, 16 дротиків, травматичний пістолет, сигнальний револьвер наган, мисливську рушницю, 16 набоїв та два пневматичні пістолети — «арсенал», про який згодом будуть повідомляти підсудні.
Наступного дня за підозрою у вбивстві затримано трьох дочок вбитого: 19-літню Крестіну, 18-літню Ангеліну та 17-літню Марію. Під час допиту вони визнали вину, 29 липня їм пред'явлено звинувачення у вбивстві обставин, що обтяжують справу. Причиною злочину слідство назвало «особисті неприязні стосунки з огляду на заподіяння батьком моральних страждань протягом тривалого часу».